# Labidochromis mylodon
Labidochromis mylodon — вид окунеподібних риб родини цихлові (Cichlidae), використовується як акваріумна риба.

## Поширення
Ендемічний вид для озера Малаві, де він відомий тільки на кам'янистому рифі у південній частині озера районі острова Мумбо.

## Опис
Це дрібна риба, що сягає 9 см завдовжки..

## Живлення
У природі живиться личинками комах і рачками на каменях.